# Јапански носач авиона Унрју
Унрју је био први брод истоимене серије јапанских носача авиона, грађених за време Другог светског рата. 

## Служба
Брод је уписан у списак јапанске флоте 6. августа 1944. године у састав 1. дивизије носача авиона. До краја септембра носач авиона прави краћу пловидбу морем. У луку Куре стиже 27. септембра и током целог октобра посада пролази курс борбене обуке на простору Хаширо Џима - Мацујама - Јаширо Џима. Дана, 30. октобра 1944. године носач авојона Унрју постаје заставни брод вицеадмирала Озаве, међутим већ 7. новембра исте године његов заставни брод постаје носач авиона Рјухо. Недељу дана касније Комбинована флота је расформирана, и Унрју са смањеном авиогрупом пролази борбену обуку до 10. децембра 1944. године на Јапанском мору. Дана, 13. децембра уочена су непријатељска десантна средства и Унрју добија наређење да достави на Филипине 30 пилотирајућих бомби „Ока“, самоунишавајуће брзе бродиће и други товар. Након тога укрцана је пуна авиогрупа која се састојала од 52 авиона. Носач авиона напушта луку у 8:30 17. децембра 1944. године. На својој последњој пловидби пратњу су чинили разарач Шигуре и ескортни разарачи Хиноки и Моми. Поред доставе терета, задатак носача авиона Унрју је био и подршка диверзантској групи контраадмирала Кимуре. Поподне, 19. децембра 1944. године брод се налазио око 200 наутичких миља југоисточно од Шангаја, када је нападнут од америчке подморнице Редфиш. У 16:35 погодило га једно од четири испаљена торпеда. Мотори су стали и брод се нагнуо на десни бок. У 16:50 група за поправке на броду успела је да отклони оштећења, а машинско одељење је поново покренуло моторе, међутим у рејону предњег лифта за авионе погађа га још једно торпедо. Од детонације почињу да експлодирају пилотирајуће бомбе „Ока“ које су се налазиле испод хангара и за свега 7 минута брод је потонуо. Разарач Шигуре успева да спаси свега 146 морнара од целе посаде и да их искрца у луку Сасебо. Носач авиона Унрју је избрисан из списка флоте тек 20. фебруара 1945. године.

## Тактичко-техничке карактеристике
| Стандардна тежина:         | 17.150 тона                   |
| Пуна тежина:               | 22.400 тона                   |
| Дужина:                    | 227.40 метара                 |
| Ширина:                    | 22 метара                     |
| Газ (средњи):              | 7.85 метара                   |
| Полетна палуба:            | 216.90×27 метара              |
| Погон:                     | 8 котла „Канпон“              |
| Снага:                     | 152.000 КС (4 парне турбине)  |
| Брзина:                    | 34 чвора                      |
| Даљина пловљења:           | 8.000 наутичких миља/18 чвора |
| Количина горива:           | 2.400 тона нафте              |
| Посада:                    | 1459 човека                   |
| Универзална артиљерија:    | 6×2 топа 127                  |
| Противавионска артиљерија: | 17×3 топа 25                  |
| Авиогрупа:                 | 48+7                          |
| Ловци:                     | 12+2 А6М2                     |
| Обрушавајући бомбардери:   | 18+3 Д4Ј1                     |
| Торпедоносци:              | -                             |
| Извиђачи:                  | 18+2 Д4Ј1-Ц                   |